# Vlietpolder (Rijnland)
De Vlietpolder is een polder en een voormalig waterschap in de Nederlandse provincie Zuid-Holland in de voormalige gemeente Woubrugge. Het waterschap was verantwoordelijk voor de drooglegging en later de waterhuishouding in de polder.
In deze omgeving staat de Lagenwaardse Molen.

## Afbeelding

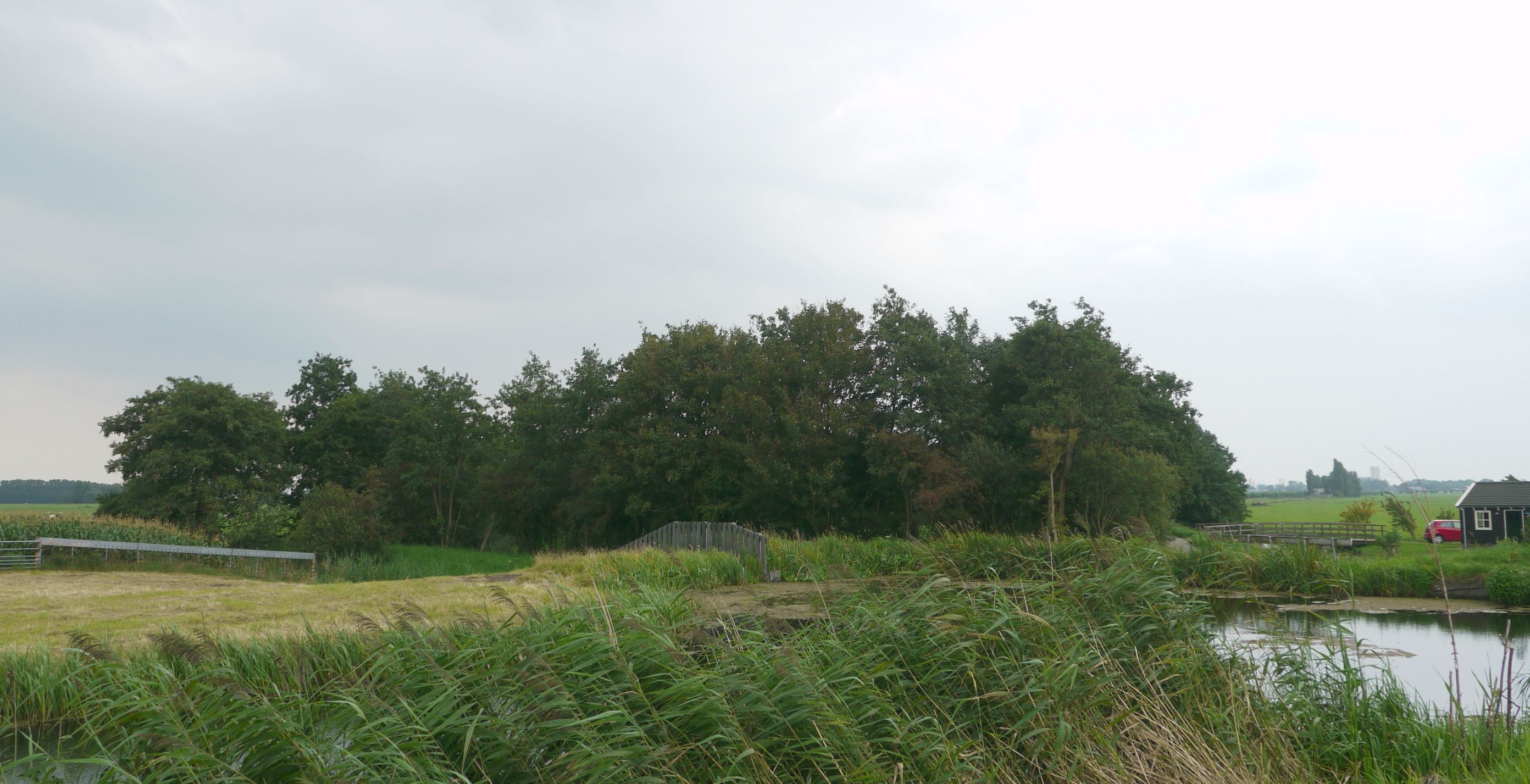
Geriefbosje in de Vlietpolder